# 刘山街道
刘山街道，是中华人民共和国辽宁省抚顺市新抚区下辖的一个乡镇级行政单位。2019年11月29日，撤销南花园街道，将其所辖行政区域划归刘山街道管辖。

## 行政区划
刘山街道下辖以下地区：
河西社区、蝴蝶楼社区、党校社区、简易房社区、新刘山社区、欣洲社区、安泰社区和盛地社区。